# Verraco de Santa María del Arroyo
El verraco de Santa María del Arroyo es un verraco de piedra —una escultura zoomorfa de origen vetón— que representa a un toro que está situado en el municipio español de Santa María del Arroyo (Ávila), concretamente en la plaza del ayuntamiento. Tiene unas dimensiones de 162 x 50 x 37 cm  y presenta entalladuras a modo de estría que simulan los pliegues cutáneos.